# Jutta Schütt
Jutta Schütt (* 6. Mai 1955 in Hamburg; † 15. Oktober 2016 in Frankfurt am Main) war eine deutsche Kunsthistorikerin. Sie war Leiterin der Graphischen Sammlung des Städelschen Kunstinstituts in Frankfurt am Main.

## Leben und Werk
Schütt studierte im Hauptfach Kunstgeschichte an der Universität Hamburg, das sie mit einer Dissertation über das Thema „Rainer faciebat. Zu den Überarbeitungsprozessen im Werk Arnulf Rainers“ 1993 abschloss. Ab 1994 war Schütt Volontärin am Städel Museum und anschließend dort wissenschaftliche Mitarbeiterin in der Graphischen Sammlung. 2001 wurde sie – als Nachfolgerin von Margret Stuffmann – deren Leiterin. Sie betreute den Sammlungsbestand ab 1750 bis in die Gegenwart. Schütt kuratierte zahlreiche Ausstellungen im Städel und erweiterte die grafische Sammlung in den letzten 15 Jahren um rund 1000 Blätter.
2011 wurde Schütt zum Mitglied der Wissenschaftliche Gesellschaft an der Johann Wolfgang Goethe-Universität zu Frankfurt am Main gewählt. Sie war langjähriges Vorstandsmitglied der Dagmar-Westberg-Stiftung.

## Kuratierte Ausstellungen im Städel
- 2008: Meisterwerke der Graphischen Sammlung: Zeichnungen und Aquarelle, Collagen. [15.02.2008 bis 13.05.2008]
- 2008/2009: Wasser Farbe Licht: Aquarelle der Graphischen Sammlung. [02.10.2008 bis 04.01.2009]
- 2009: Edvard Munch – Druckgraphik im Städel Museum [03.07.2009 bis 18.10.2009]
- 2011/2012: Beckmann & Amerika – Max Beckmanns Spätwerk im Städel Museum zu Frankfurt am Main [07.10.2011 bis 08.01.2012]
- 2013: Give me five! – Neuerwerbungen der Graphischen Sammlung [06.03.2013 bis 23.06.2013]
- 2015: Jean-Jacques de Boissieu. Ein Zeitgenosse Städels [11.02.2015 bis 10.05.2015]
- 2016: Sigmar Polke, Frühe Druckgrafik [02.03.2016 bis 22.05.2016]

## Schriften
- (Autorengruppe:) Ein Kriegsdenkmal in Hamburg, Tutor Verlag, Hamburg, 1979 ISBN 3-921918-00-6
- (Hrsg.): Beckmann & Amerika, Hatje Cantz, Ostfildern, 2011 ISBN 978-3-7757-2984-0
- (Hrsg.): Meisterwerke der Graphischen Sammlung: Zeichnungen und Aquarelle, Collagen, Ausstellung im Städel Museum, Frankfurt am Main ISBN 978-3-86568217-8
- (Hrsg.): Masterpieces of the Department of Prints and Drawings. Drawings, Watercolours and Collages, (Übersetzung Judith Rosenthal), Imhof, Petersberg, 2008 ISBN 978-3-86568177-5 (englische Ausgabe)
- Wasser Farbe Licht: Aquarelle der Graphischen Sammlung, Katalog zur Ausstellung in Frankfurt, Hirmer, München, 2008 ISBN 978-3-77745035-3
- Der Holzschnitt. Beispiele aus 6 Jahrhunderten, Städelsches Kunstinstitut und Städtische Galerie, 1997
- Arnulf Rainer. Überarbeitungen, Reimer Verlag, Berlin, 1994 ISBN 3-496-01123-8